# Robert Zimonyi

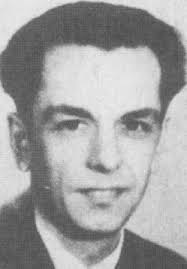
Robert Zimonyi, ca. 1940

Robert „Bob“ Zimonyi, eigentlich Róbert Zimonyi, (* 18. April 1918 in Sárvár; † 2. Februar 2004 in Miami) war ein Ruderer, der bis 1956 für Ungarn und später für die Vereinigten Staaten als Steuermann aktiv war.
Bei den ersten Europameisterschaften nach dem Zweiten Weltkrieg 1947 in Luzern siegten im Zweier mit Steuermann die Ungarn Antal Szendey und Béla Zsitnik mit Steuermann Szaniszlo Latinovits. Im Jahr darauf bei den Olympischen Spielen 1948 in London gewannen die beiden Ungarn mit ihrem neuen Steuermann Róbert Zimonyi die Bronzemedaille. Mit dem ungarischen Vierer mit Steuermann schied Zimonyi im Halbfinale aus. Vier Jahre später bei den Olympischen Spielen 1952 in Helsinki steuerte Zimonyi erneut zwei ungarische Boote. Sowohl mit dem Zweier mit Steuermann als auch mit dem Achter schied er nach Halbfinalniederlagen im Hoffnungslauf für den Finaleinzug aus. Insgesamt gewann Zimonyi zwischen 1935 und 1956 26 ungarische Meistertitel. Zimonyi war auch für das ungarische Olympiateam für die Olympischen Spiele 1956 vorgesehen, nach dem ungarischen Volksaufstand 1956 kam er nicht zu seinem dritten Olympiastart für Ungarn.
Zimonyi wanderte in die Vereinigten Staaten aus und schloss sich in Philadelphia dem Vesper Boat Club an. Nach seiner Einbürgerung steuerte er auch bei internationalen Meisterschaften US-Boote. Bei den Olympischen Spielen 1964 stellte mit dem Boot vom Vesper Boat Club erstmals ein Verein den US-Achter und nicht eine Hochschule. Der US-Achter war Außenseiter gegen den favorisierten Deutschland-Achter. Die beiden Boote trafen bereits im ersten Vorlauf aufeinander und der Deutschland-Achter siegte mit 0,28 Sekunden Vorsprung. Im Finale siegte das US-Boot mit über fünf Sekunden Vorsprung. Außer dem Olympiasieg mit dem US-Achter gewann Zimonyi auch Titel bei den Panamerikanischen Spielen 1963 und 1967.